# گوست رایدر (فیلم)
گوست رایدر (به انگلیسی: Ghost Rider) عنوان فیلمی در ژانر ابرقهرمانی به نویسندگی و کارگردانی مارک استیون جانسون می‌باشد که بر پایه شخصیتی از مارول کامیکس به همین نام ساخته شده‌است. این فیلم در ۱۶ فوریه ۲۰۰۷ اکران عمومی شد. در این فیلم صد و ده دقیقه‌ای نیکلاس کیج در نقش جانی بلیز / روح‌سوار، در کنار اوا مندس، وس بنتلی، سم الیوت، دانل لوگ، مت لانگ، جوئل توبک و پیتر فوندا حضور دارند.

## خلاصه داستان
جانی بلیز (نیکلاس کیج) که یک بدلکار موتورسوار است برای نجات جان پدرش، روح خود را به شیطانی به نام مفیستو می‌فروشد. او نمی‌داند که این کارش چه بهای سنگینی در بردارد.

## مشروح داستان
شیطان مفیستو، جایزه‌بگیر خود یعنی گوست رایدر (روح موتورسوار) را می‌فرستد تا قرارداد سن ونگنزا را که شامل کنترل هزار روح گناهکار است، بازگرداند. این قرارداد به مفیستو قدرتی می‌داد تا جهنم را به زمین بیاورد، اما رایدر از اجرای مأموریت خودداری می‌کند و با قرارداد فرار می‌کند. در سال ۱۹۸۶، مفیستو با جانی بلیز ۱۷ ساله تماس می‌گیرد و در ازای درمان سرطان پدرش، روح او را طلب می‌کند. صبح روز بعد، جانی با مشاهدهٔ بهبودی پدرش بیدار می‌شود، اما پدرش همان روز در یک سانحهٔ آتشین هنگام اجرای بدل‌کاری می‌میرد. جانی، مفیستو را مسئول مرگ پدرش می‌داند، اما مفیستو ادعا می‌کند که به تعهد خود عمل کرده و قول می‌دهد دوباره جانی را ببیند. جانی، برخلاف برنامه‌اش برای فرار با نامزدش، راکسان سیمپسون، تنها سوار بر موتورسیکلت می‌رود.
در زمان حال، جانی بدل‌کار موتورسوار مشهوری شده است. او از تصادفی مرگبار جان سالم به در می‌برد و بلافاصله قبل از انجام نمایشی دیگر، راکسان را که اکنون گزارشگر خبری شده، دوباره می‌بیند. او موفق می‌شود راکسان را به یک قرار شام دعوت کند. در همین حال، پسر مفیستو یعنی بلکهارت وارد زمین می‌شود و با کمک «پنهان‌شدگان» (سه فرشتهٔ سقوط‌کرده که با عناصر هوا، خاک و آب پیوند خورده‌اند)، در جستجوی قرارداد سن ونگنزا است.
مفیستو، جانی را به گوست رایدر جدید تبدیل می‌کند و به او وعده می‌دهد که در صورت شکست بلکهارت، روحش را پس خواهد داد. جانی به گوست رایدر بدل می‌شود، گوشت تنش می‌سوزد و اسکلتش نمایان می‌شود، و فرشتهٔ خاک، گرسل، را نابود می‌کند. او سپس از توانایی «نگاه توبه» استفاده می‌کند، که باعث می‌شود قربانی تمام رنج‌هایی که به دیگران وارد کرده را احساس کند، و روح یک اوباش خیابانی را می‌سوزاند. روز بعد، جانی با مردی به نام نگهبان روبه‌رو می‌شود که از تاریخچهٔ گوست رایدر خبر دارد. او تأیید می‌کند که رویداد شب گذشته واقعی بوده و باز هم تکرار خواهد شد، به‌ویژه شب‌ها و زمانی که به روح پلید نزدیک باشد.
جانی برای دیدن راکسان که مشغول گزارش ماجراهای شب پیش است، به‌سراغ او می‌رود. در خانه، تلاش می‌کند قدرت‌های آتشین خود را کنترل کند. راکسان که از بی‌اعتنایی جانی ناراحت است، به دیدن او می‌رود، اما وقتی جانی خود را به‌عنوان جایزه‌بگیر شیطان معرفی می‌کند، باور نمی‌کند و می‌رود. جانی به جرم قتل‌هایی که بلکهارت انجام داده، و به‌دلیل یافتن پلاک موتورش در صحنهٔ جنایت، دستگیر می‌شود. او در زندان چند زندانی و فرشتهٔ هوا، ابیگور، را نابود می‌کند و از پلیس می‌گریزد. سپس نزد نگهبان بازمی‌گردد که از گوست رایدر قبلی، کارتِر اسلِید، یک تگزاس رنجر سخن می‌گوید که قرارداد را پنهان کرده بود. جانی متوجه می‌شود بلکهارت دوستش مک را کشته و راکسان را گروگان گرفته است و تهدید کرده اگر قرارداد را نیاورد، او را خواهد کشت. جانی تلاش می‌کند با نگاه توبه بلکهارت را شکست دهد، اما چون بلکهارت روح ندارد، بی‌تأثیر است. بلکهارت دستور می‌دهد جانی قرارداد را بیاورد.
جانی نزد نگهبان بازمی‌گردد و قرارداد را برای نجات راکسان می‌طلبد. نگهبان فاش می‌کند که قرارداد در یک بیل فلزی پنهان شده و به جانی می‌گوید که از پیشینیانش قوی‌تر است، چون روحش را برای عشق فروخته، نه برای طمع. سپس بیل را به او می‌دهد. نگهبان سپس با جانی همراه شده و مشخص می‌شود که در واقع همان کارتر اسلید است. اسلید با تبدیل به گوست رایدر، جانی را تا سن ونگنزا همراهی کرده و به او یک شات‌گان اهرمی می‌دهد، سپس از طلسم رها شده و به غبار تبدیل می‌شود.
پس از کشتن فرشتهٔ آب، «والو»، جانی قرارداد را به بلکهارت می‌دهد. او دوباره به گوست رایدر بدل می‌شود و سعی می‌کند بلکهارت را شکست دهد، اما با طلوع آفتاب قدرتش از بین می‌رود. بلکهارت با استفاده از قرارداد، هزار روح را در خود جذب می‌کند و خود را «لژیون» می‌نامد. او قصد دارد جانی را بکشد، اما راکسان با استفاده از شات‌گان جانی آن‌ها را از هم جدا می‌کند. جانی با نگه‌داشتن شات‌گان در سایه، آن را با قدرتش تقویت کرده و به بلکهارت شلیک می‌کند. سپس، با نگه‌داشتن خود در تاریکی، دوباره تبدیل می‌شود و از نگاه توبه استفاده می‌کند تا بلکهارت را با سوزاندن تمام ارواح فاسد درونش، فلج کند.
مفیستو ظاهر می‌شود و اعلام می‌کند قرارداد به پایان رسیده و پیشنهاد می‌دهد طلسم گوست رایدر را از جانی بگیرد. اما جانی می‌گوید که نمی‌خواهد کسی دیگر چنین معامله‌ای کند و از این قدرت برای دفاع از بی‌گناهان استفاده خواهد کرد. مفیستو خشمگین شده و می‌گوید که جانی بهای آن را خواهد داد، سپس همراه با جسد بلکهارت ناپدید می‌شود. راکسان به جانی می‌گوید که او فرصت دوباره‌ای دارد و او را می‌بوسد. جانی سوار بر موتورسیکلتش می‌شود و برای زندگی تازه‌اش به‌عنوان گوست رایدر آماده می‌شود.

## بازخوردها
سال ۲۰۰۷ میلادی این فیلم با بازی نیکلاس کیج و با کارگردانی مارک استیون جانسون ساخته شد. منتقدین از خام بودن فیلمنامه و دیالوگ‌ها انتقاد کردند ولی سکانس‌های اکشن و جلوه‌های ویژه را متوسط اعلام کردند. نیکلاس کیج برای این فیلم برنده جایزه تمشک طلایی بدترین بازیگر سال شد.

## دنباله
دنباله‌ای بر این فیلم با نام گوست رایدر: روح انتقام در ۱۷ فوریه ۲۰۱۲ اکران شده‌است.

## بازی رایانه‌ای
در سال ۲۰۰۷ یک بازی رایانه‌ای به همین نام قبل از اکران فیلم گوست رایدر عرضه شد. داستان بازی برگرفته از کتاب‌های مصور گوست رایدر بود و نه داستان فیلم.